# Miquel Taronita
Miquel Taronita (grec: Μιχαήλ Ταρωνίτης, Mikhaïl Taronitis) fou un aristòcrata romà d'Orient i cunyat de l'emperador Aleix I Comnè (r. 1081-1118). Fou desterrat el 1094 per la seva participació en un complot contra el seu cunyat.

## Vida
Miquel pertanyia a la família aristocràtica dels Taronites, un clan armeni d'origen principesc provinent de Taron. El seu pare, el patrici Gregori Taronita, estigué implicat en una conspiració contra el gran domèstic Constantí, germà de l'emperador Miquel IV el Paflagoni (r. 1034-1041). Cap al 1061-1063, Miquel es casà amb Maria Comnena, filla gran del gran domèstic Joan Comnè i Anna Dalassena i germana del futur emperador Aleix I Comnè. El 1070, Miquel acompanyà el seu cunyat, Manuel Comnè, en campanya contra els turcs seljúcides i fou capturat juntament amb ell i Nicèfor Melissè. Tanmateix, Manuel convencé el líder turc Crisòscul perquè entrés al servei romà d'Orient i els tres foren posats en llibertat. La seva carrera fins a l'ascens al tron d'Aleix I el 1081 és desconeguda.
Com a emperador, Aleix ràpidament promogué Miquel a les més altes dignitats (protosebast i protovestiari) abans de concedir-li la nova dignitat de panhipersebast, que el posava al mateix nivell que el cèsar Nicèfor Melissè. Malgrat aquests honors, Miquel participà en el complot de Nicèfor Diògenes, fill i breument coemperador de Romà IV Diògenes (r. 1068-1071). El complot fou descobert el juny del 1094 i els seus líders, Nicèfor, Miquel i Catacaló Cecaumen, foren desterrats i les seves propietats els foren confiscades. Seguidament, els altres conspiradors foren cegats, però Miquel se'n salvà gràcies a la intervenció de la seva muller. No se sap res més de la seva vida o de la de Maria Comnena. Pot ser que aquesta última es fes monja amb el nom monàstic d'Anna. En tot cas, tots dos ja eren morts el 1136.
El matrimoni tingué dos fills i, possiblement, una filla, que es podria haver dit Anna i de la qual no se sap res més. Els fills eren:
- Joan Taronita (nascut cap al 1067, que fou governador provincial i comandant i sufocà la revolta del seu cosí Gregori Taronita.[12][13]
- Gregori Taronita (nascut cap al 1075/1080, protovestiari i ministre en cap al principi del regnat de Joan II Comnè (r. 1118-1143).[14]